# 尉迟眺
尉迟眺（？—728年），姓尉迟氏，唐朝盛唐时期（8世纪初）于阗国王。
尉迟眺袭封毗沙州都督府都督。他之前的国王是天授三年（692年）即位的尉迟璥（伏阇雄的儿子）。史书没有记载尉迟眺和尉迟璥的关系。于阗王尉迟眺秘密联合突厥毗伽可汗和西域诸胡通谋叛唐，安西副大都护杜暹发兵，将尉迟眺捕斩。开元十六年（728年），唐朝立尉迟战为王。
| 前任： 尉迟璥 | 于阗国王 ？—728年 | 繼任： 尉迟战 |